# Skvaltan

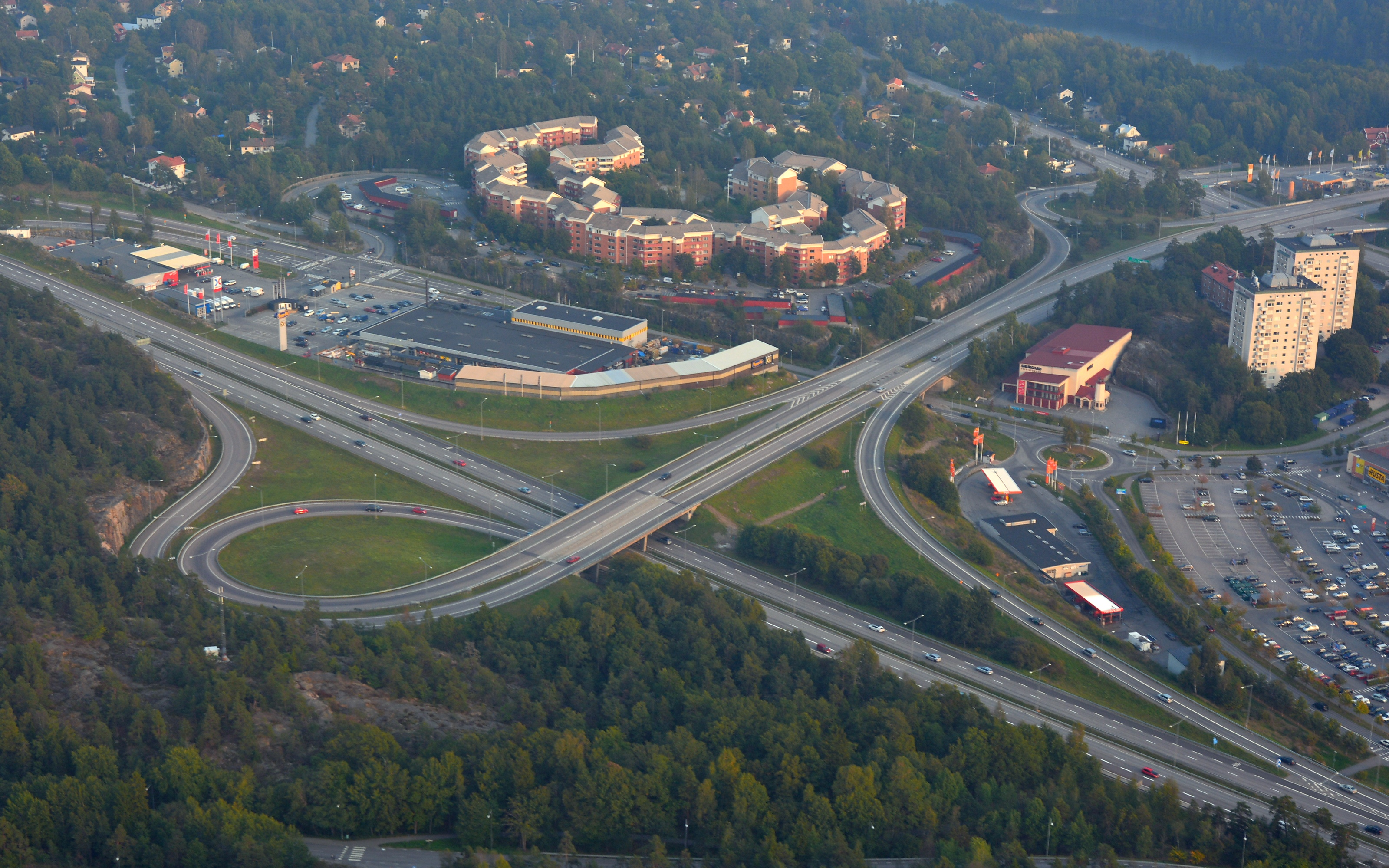
Trafikplats Skvaltan där Värmdöleden och Saltsjöbadsleden möts. Uppe till höger syns Värmdövägen.

Skvaltan är ett område på Sicklaön, precis söder om Värmdöleden i Nacka kommun, öster om Stockholm. Genom området går Skvaltans väg.
Skvalta var ursprungligen en sjö vars avflöde genom Vikdalen drev flera Skvaltkvarnar.
På Värmdöleden, i höjd med Skvaltan, ligger även Trafikplats Skvaltan.